# جون جيفريز
جون جيفريز (بالإنجليزية: John Jeffries)‏ هو قائد منطاد ‏ وفيزيائي وجراح وطبيب أمريكي، ولد في 5 فبراير 1744 في بوسطن في الولايات المتحدة، وتوفي بنفس المكان في 16 سبتمبر 1819.

## وصلات خارجية
- جون جيفريز على موقع الموسوعة البريطانية (الإنجليزية)